# Оуквуд (Оклахома)
Оуквуд (енгл. Oakwood) град је у америчкој савезној држави Оклахома.

## Демографија
По попису из 2010. године број становника је 65, што је 7 (-9,7%) становника мање него 2000. године.
| Група             | 2000.      | 2010.      |
| Белци             | 68 (94,4%) | 60 (92,3%) |
| Афроамериканци    | 0 (0,0%)   | 0 (0,0%)   |
| Азијати           | 0 (0,0%)   | 0 (0,0%)   |
| Хиспаноамериканци | 1 (1,4%)   | 5 (7,7%)   |
| Укупно            | 72         | 65         |